# Chuyện ma ám ở căn nhà họ Hill
The Haunting of Hill House là một bộ phim truyền hình Mỹ theo thể loại kinh dị siêu nhiên được sản xuất và đạo diễn bởi Mike Flanagan, chịu trách nhiệm sản xuất bởi Amblin Television và Paramount Television, được phát hành trên nền tảng xem phim trực tuyến Netflix. Bộ phim dựa trên cuốn tiểu thuyết cùng tên năm 1959 của Shirley Jackson. Phim có sự tham gia của các diễn viên Michiel Huisman, Elizabeth Reaser, Oliver Jackson-Cohen, Kate Siegel, Victoria Pedretti,   Carla Gugino, và Henry Thomas.
Bộ phim được khởi chiếu trên Netflix vào ngày 12 tháng 10 năm 2018. The Haunting of Hill House đã nhận được sự hoan nghênh của giới phê bình, đặc biệt là về giá trị diễn xuất, đạo diễn và sản xuất, với nhiều người gọi nó là một "Câu chuyện ma sâu sắc". Một loạt phim tiếp theo có cùng dàn diễn viên nhưng với cốt truyện và nhân vật khác, có tựa đề The Haunting of Bly Manor, đã được phát hành vào ngày 9 tháng 10 năm 2020.

## Cốt truyện
Vào mùa hè năm 1992, Hugh và Olivia Crain cùng các con của họ - Steven, Shirley, Theodora, Luke và Eleanor (Nell) đến Hill House để cải tạo lại dinh thự nhằm bán nó và xây dựng ngôi nhà của riêng họ, do Olivia thiết kế. Tuy nhiên, do xuất hiện một sự cố ngoài ý muôn, họ đã phải ở lại lâu hơn và bắt đầu gặp những hiện tượng huyền bí. Khi điều này ngày càng tăng, sự đỉnh điểm đã dẫn đến một mất mát thảm khốc và cả gia đình phải bỏ chạy khỏi nhà. Hai mươi sáu năm sau, anh chị em của Crain và người cha bạc nghĩa của họ đã đoàn tụ trước khi bi kịch lại ập đến một lần nữa, buộc họ phải đối mặt với việc thời gian ở Hill House đã ảnh hưởng đến mỗi người như thế nào.

## Diễn viên

### Diễn viên chính
- Michiel Huisman và Paxton Singleton trong vai Steven Crain[1][2]
- Carla Gugino trong vai Olivia Crain[3]
- Timothy Hutton và Henry Thomas trong vai Hugh Crain[4][5]
- Elizabeth Reaser và Lulu Wilson trong vai Shirley Crain Harris[6]
- Oliver Jackson-Cohen và Julian Hilliard trong vai Luke Crain[7]
- Kate Siegel và Mckenna Grace trong vai Theodora "Theo" Crain[8]
- Victoria Pedretti và Violet McGraw trong vai Eleanor "Nell" Crain Vance

### Diễn viên phụ
- Annabeth Gish trong vai Clara Dudley
- Anthony Ruivivar trong vai Kevin Harris
- Samantha Sloyan trong vai Leigh Crain
- Robert Longstreet trong vai Horace Dudley
- Levy Tran trong vai Trish Park
- James Lafferty trong vai Ryan Quale
- James Flanagan trong vai Giám đốc nhà Tang lễ
- Jordane Christie trong vai Arthur Vance
- Elizabeth Becka trong vai dì Janet
- Logan Medina trong vai Jayden Harris
- May Badr trong vai Allie Harris
- Anna Enger trong vai Joey
- Fedor Steer trong vai William Hill
- Olive Elise Abercrombie trong vai Abigail
- Catherine Parker trong vai Poppy Hill
- Mimi Gould trong vai Hazel Hill

## Sản xuất
Vào ngày 10 tháng 4 năm 2017, Netflix đã thông báo rằng họ đang đặt hàng chuyển thể 10 tập của tiểu thuyết kinh dị kinh điển The Haunting of Hill House, với Mike Flanagan và Trevor Macy là nhà sản xuất, đạo diễn và Amblin Television và Paramount Television là công ty đồng sản xuất. Đây là loạt phim có kịch bản đầu tiên được thực hiện cho Netflix bởi Amblin.
Quá trình sản xuất loạt phim này bắt đầu vào tháng 10 năm 2017 tại Atlanta, Georgia, với địa điểm ngoại quay là ở thành phố và các vùng phụ cận. Các bối cảnh bên trong ngôi nhà được quay tại EUE/Screen Gem Studios ở Atlanta.

## Tiếp nhận
Trên Rotten Tomatoes, The Haunting of Hill House có số điểm đánh giá khá cao là 93% dựa trên 96 bài phê bình, với điểm trung bình là 8,46/10 với lời nhận xét: "The Haunting of Hill House là một câu chuyện ma hiệu quả mà sự hồi hộp tăng dần đều thỏa mãn như phần thưởng của nó." Trên Metacritic, phim cũng có số điểm trung bình là 79/100 dựa trên 18 nhà phê bình, cho thấy "các bài đánh giá rất yêu thích bộ phim."
Corrine Corrodus của The Telegraph đã chấm bộ phim với số điểm 5/5, gọi phim là "Bộ truyện kinh dị phức tạp và hoàn chỉnh nhất trong thời đại." Brian Tallerico của RogerEbert.com cũng nhất trí khen ngợi bản chuyển thể Netflix, nói rằng phim "là một bộ phim hay cần phải xem" và tuyên bố: "chương trình chứa một số hình ảnh kinh dị khó quên nhất trong phim truyền hình trong nhiều năm." David Griffin của IGN cũng đã đánh giá loạt phim với số điểm 9,5 trên 10, gọi đây là "một bộ phim gia đình tuyệt vời và đáng sợ."
Tác giả gốc là Stephen King, người rất ngưỡng mộ tiểu thuyết của Jackson, đã tweet về bộ phim, "Tôi thường không quan tâm đến loại chủ nghĩa xét lại này, nhưng điều này thật tuyệt. Thực sự là gần với một tác phẩm của thiên tài. Tôi nghĩ Shirley Jackson sẽ chấp thuận, nhưng ai biết chắc..."
Cũng trong một cuộc phỏng vấn với The Jerusalem Post, nhà làm phim Quentin Tarantino đã cho biết: "The Haunting of Hill House là loạt phim Netflix yêu thích của tôi, không có đối thủ."

## Phương tiện gia đình
Vào tháng 8 năm 2019, đã có thông báo rằng The Haunting of Hill House sẽ được phát hành trên Blu-ray và DVD vào ngày 15 tháng 10 năm 2019. Bản phát hành bao gồm việc đạo diễn đã cắt giảm ba tập ("Steven Sees a Ghost", "The Bent-Neck Lady" và "Silence Lay Steadily"), tất cả đều có phần bình luận audio từ Flanagan và một phần bình luận âm thanh bổ sung cho "Two Storms".

## Phần phim nối tiếp
Vào tháng 10 năm 2018, Flanagan nói rằng một mùa thứ hai có thể sẽ không tiếp tục câu chuyện của gia đình Crain và nói rõ rằng, "đã kết thúc."
Vào ngày 21 tháng 2 năm 2019, Netflix đã làm mới loạt phim này cho phần thứ hai dưới dạng một loạt phim tuyển tập, có tựa đề The Haunting of Bly Manor và dựa trên The Turn of the Screw của Henry James. Phim sau đó đã được phát hành vào ngày 9 tháng 10 năm 2020.
Phần thứ hai có sự trở lại của một số diễn viên Hill House với sự thể hiện của các nhân vật mới bao gồm Victoria Pedretti, Oliver Jackson-Cohen, Henry Thomas, Kate Siegel và Carla Gugino.